# 秋田県指定文化財一覧
秋田県指定文化財一覧（あきたけんしていぶんかざいいちらん）は、秋田県指定の文化財や史跡等を一覧形式でまとめたものであるが、すべてを掲載しているわけではない。

## 有形文化財

### 建造物
- 彌高神社〔秋田市千秋公園〕 1953年10月5日指定
- 八幡神社本殿〔由利本荘市矢島町荒沢字根城館〕 1953年10月5日指定
- 大国主神社〔仙北市西木町西明寺字堂村〕 1954年3月7日指定
- 石造五重塔〔大仙市大曲丸ノ内町〕 1956年5月21日指定
- 増川八幡神社宮殿〔男鹿市船川港増川字宮の下〕 1963年2月5日指定
- 北鹿ハリストス正教会聖堂〔大館市曲田字曲田〕 1966年3月22日指定
- 永泉寺山門〔由利本荘市給人町〕 1968年3月19日指定
- 唐松神社奥殿〔大仙市協和境字下台〕 1973年12月11日指定
- 旧雄勝郡会議事堂〔湯沢市北荒町〕 1975年4月10日指定
- 薬師堂宮殿残闕〔由利本荘市矢島町七日町字羽坂〕 1980年12月11日指定
- 旧日新館〔横手市城南町〕 1984年3月10日指定
- 日吉八幡神社〔秋田市八橋本町〕 1986年3月25日指定
- 黒沢家住宅〔雄勝郡羽後町西馬音内字本町〕 1986年3月25日指定
- 浄明寺山門〔能代市檜山字檜山町〕 1987年3月17日指定
- 宝篋印塔〔男鹿市船川港椿字東〕 1987年3月17日指定
- 多宝院〔能代市檜山字小間木〕 1990年3月20日指定
- 雲巌寺山門〔仙北市角館町白岩前郷〕 1992年4月10日指定
- 旧松本家住宅主屋〔仙北市角館町小人町〕 2002年3月19日指定
- 菅生橋〔湯沢市皆瀬字下菅生〕 2003年3月25日指定 ※湯沢市水岡自治会
- 鳥潟会館（旧鳥潟家住宅）〔大館市花岡町字根井下〕 2011年3月22日指定
- 旧工藤家住宅主屋 〔小坂町小坂〕2012年3月23日指定
- 真山神社五社殿及び宮殿 〔男鹿市〕 2014年3月25日指定

### 絵画
- 稚児文珠像〔にかほ市象潟町字象潟島〕 1952年11月1日指定 ※蚶満寺
- 普賢菩薩像〔大仙市若竹町〕 1952年11月1日指定
- 白雲上人画像〔仙北郡美郷町六郷字東高方町〕 1953年3月10日指定 ※本覚寺
- 十六羅漢像 16幅〔秋田市泉字三嶽根〕 1953年3月10日指定 ※天徳寺
- 紙本着色秋田風俗絵巻〔秋田市金足鳰崎字後山〕 1954年3月7日指定 ※秋田県立博物館
- 絹本着色千手観音像〔にかほ市平沢字新町〕 1954年3月7日指定
- 金剛胎蔵両界曼荼羅〔男鹿市船川港本山門前字祓川〕 1955年1月24日指定 ※長楽寺
- 絹本着色芍薬花籠図 直武筆〔横手市赤坂字富ヶ沢〕 1957年4月4日指定 ※秋田県立近代美術館
- 絹本着色象潟図屏風〔にかほ市象潟町字狐森〕 1958年2月13日指定 ※にかほ市象潟郷土資料館
- 紙本着色白雲筆真景帖および彩絵方〔仙北郡美郷町六郷字東高方町〕 1960年12月17日指定 ※本覚寺
- 絹本阿弥陀来迎図〔大館市比内町扇田字下扇田〕 1960年12月17日指定
- 秋田蘭画「岩に牡丹図」〔大仙市大曲通町〕 1968年3月19日指定
- 紙本墨画寒山拾得〔秋田市旭北寺町〕 1971年4月20日指定 ※大悲寺
- 絹本着色十六善神〔秋田市旭北寺町〕 1971年12月18日指定 ※大悲寺
- 絹本着色弘法大師像〔男鹿市船川港本山門前字祓川〕 1978年2月14日指定 ※長楽寺
- 小田野直武筆写生帖〔横手市赤坂字富ヶ沢〕 1978年2月14日指定 ※秋田県立近代美術館
- 鶴之図（沈南蘋筆）〔横手市赤坂字富ヶ沢〕 1982年1月12日指定 ※秋田県立近代美術館
- 釈迦三尊像図〔秋田市旭北栄町〕 2002年3月19日指定 ※当福寺
- 紙本着色ファン・ロイエン筆 花鳥図模写 石川大浪・孟高合筆〔横手市赤坂字富ヶ沢〕 2004年3月19日指定 ※秋田県立近代美術館
- 平福穂庵筆 乳虎〔横手市赤坂字富ヶ沢〕 2005年3月22日指定 ※秋田県立近代美術館
- 寺崎廣業筆 高山清秋〔横手市赤坂字富ヶ沢〕 2008年3月21日指定 ※秋田県立近代美術館
- 平福百穂筆 春山〔横手市赤坂字富ヶ沢〕 2008年3月21日指定 ※秋田県立近代美術館
- 小田野直武筆 富嶽図〔横手市赤坂字富ヶ沢〕 2011年3月22日指定 ※秋田県立近代美術館
- 鈴木空如筆法隆寺金堂壁画模写及び下絵 〔大仙市太田町太田〕2012年3月23日指定 ※太田文化プラザ
- 佐竹曙山 写生帖〔秋田市中通二丁目〕 2013年3月22日指定 ※秋田市立千秋美術館
- 佐竹曙山筆 湖山風景図、竹に文鳥図、燕子花にナイフ図、紅蓮図〔秋田市中通二丁目〕2015年3月20日指定 ※秋田市立千秋美術館
- 小田野直武筆 笹に白兎図、児童愛犬図 〔秋田市中通二丁目〕2015年3月20日指定 ※秋田市立千秋美術館
- 白雲筆奥州街道並羽州街道風景図 〔横手市赤坂字富ヶ沢〕2016年3月25日指定 ※秋田県立近代美術館

### 彫刻
- 聖徳太子像〔秋田市豊岩豊巻字内縄尻〕 1952年11月1日指定 ※豊平神社
- 大日如来像〔秋田市泉字三嶽根〕 1952年11月1日指定 ※泉福院
- 聖観世音菩薩像〔大仙市豊岡字小沼山〕 1952年11月1日指定 ※小沼神社
- 十一面観世音菩薩像〔大仙市豊岡字小沼山〕 1952年11月1日指定 ※小沼神社
- 聖観世音菩薩像〔大仙市大曲栄町〕 1952年11月1日指定
- 聖観世音菩薩像〔男鹿市船川港本山門前字祓川〕 1952年11月1日指定 ※赤神神社
- 十一面観世音菩薩像〔男鹿市船川港本山門前字祓川〕 1952年11月1日指定 ※赤神神社
- 石製狛犬〔男鹿市船川港本山門前字祓川〕 1952年11月1日指定 ※赤神神社
- 愛染明王像〔秋田市上新城道川字愛染〕 1952年11月1日指定 ※道川神社
- 金剛夜叉明王像〔秋田市上新城道川字愛染〕 1952年11月1日指定 ※道川神社
- 不動明王像〔秋田市上新城道川字愛染〕 1952年11月1日指定 ※道川神社
- 毘沙門天像〔秋田市上新城道川字愛染〕 1952年11月1日指定 ※道川神社
- 舞楽二ノ舞面〔大仙市土川小杉山〕 1952年11月1日指定 ※円満寺
- 本尊阿弥陀如来 脇士〔雄勝郡羽後町田代字旦金森〕 1952年11月1日指定
- 薬師如来坐像〔男鹿市北浦真山字水喰沢〕 1953年10月5日指定 ※真山神社
- 木造岩城伊予守重隆公坐像〔由利本荘市岩城赤平字向山〕 1954年3月7日指定 ※竜門寺
- 木造弥陀・薬師・勢至〔仙北市西木町西明寺字堂村〕 1955年1月24日指定 ※大国主神社
- 木造薬師如来立像〔横手市本町〕 1955年1月24日指定 ※観音寺
- 懸仏（薬師十二神将鉄製鋳出）〔横手市本町〕 1955年1月24日指定 ※観音寺
- 木造阿弥陀如来立像〔横手市増田町増田字田町〕 1955年1月24日指定 ※満福寺
- 木造弥陀三尊（阿弥陀仏・観世音菩薩・勢至菩薩）〔鹿角市花輪字上花輪〕 1955年1月24日指定 ※恩徳寺
- 金銅聖観音立像〔横手市大屋新町字鬼嵐〕 1955年1月24日指定 ※正伝寺
- 木造聖観音〔秋田市旭北寺町〕 1955年1月24日指定 ※歓喜寺
- 懸仏(阿弥陀如来坐像)〔湯沢市稲庭町小沢〕 1955年1月24日指定
- 懸仏(千手観音坐像)〔湯沢市皆瀬字白沢〕 1955年1月24日指定
- 懸仏(薬師如来坐像)〔湯沢市稲庭町字下桃倉字高野〕 1955年1月24日指定
- 木造十一面自在観音〔湯沢市山田字北土沢〕 1956年5月21日指定 ※土沢神社
- 女神像〔湯沢市松岡字聖ケ沢〕 1956年5月21日指定 ※白山神社
- 神像〔横手市大沢字庭当田〕 1956年5月21日指定 ※旭岡山神社
- 銅造阿弥陀如来立像〔秋田市保戸野鉄砲町〕 1957年2月14日指定 ※来迎寺
- 木造聖観音立像〔由利本荘市葛岡字宮腰〕 1957年2月14日指定 ※金峰神社
- 木造十二神将〔横手市本町〕 1957年4月4日指定 ※観音寺
- 木造多聞天立像〔横手市十文字町植田字宮ノ前〕 1959年1月7日指定 ※古四王神社
- 木造阿弥陀如来立像〔湯沢市下院内字新馬場〕 1959年1月7日指定 ※誓願寺
- 銅造十一面観音立像〔秋田市旭北寺町〕 1959年1月7日指定 ※大悲寺
- 木造僧形頭部〔大仙市豊岡字小沼〕 1960年3月1日指定 ※小沼神社
- 木造薬師如来寄木漆箔坐像〔男鹿市船川港本山門前字祓川〕 1964年4月16日指定 ※長楽寺
- 木造狛犬〔にかほ市象潟町小滝〕 1970年4月2日指定 ※金峰神社
- 木造十一面観音菩薩立像〔秋田市旭北寺町〕 1971年1月9日指定 ※大悲寺
- 木造観音菩薩立像〔にかほ市象潟町小滝〕 1971年1月9日指定 ※金峰神社
- 木造蔵王権現立像〔にかほ市象潟町小滝〕 1971年1月9日指定 ※金峰神社
- 木造阿弥陀如来坐像〔横手市金沢本町字根小屋〕 1971年4月20日指定 ※桂徳寺
- 翁面〔にかほ市象潟町字2丁目塩越〕 1971年12月18日指定 ※浄専寺
- 二の舞面〔能代市清助町〕 1972年6月10日指定 ※龍泉寺
- 木造十一面観音菩薩立像〔能代市清助町〕 1972年6月10日指定 ※龍泉寺
- 木造薬師如来坐像〔男鹿市船川港増川字宮ノ下〕 1974年10月12日指定 ※増川八幡神社
- 木造阿弥陀如来坐像〔北秋田市材木町〕 1974年10月12日指定 ※北秋田市文化会館(糠沢部落自治会)
- 金銅造薬師如来立像〔能代市清助町〕 1975年4月10日指定 ※龍泉寺
- 木造獅子頭〔大仙市協和境字下台〕 1975年4月10日指定 ※唐松山天日宮
- 木造十一面観音菩薩立像〔湯沢市上院内字町後〕 1978年2月14日指定 ※愛宕神社
- 銅造阿弥陀如来立像〔鹿角市花輪字元村〕 1990年3月20日指定 ※円福寺
- 木造十一面観音菩薩立像（円空作）〔男鹿市船川港本山門前字祓川〕 2007年3月20日指定 ※赤神神社
- 銅造地蔵菩薩立像 〔鹿角市八幡平〕2012年3月23日指定 ※大徳寺
- 金刀比羅神社石製狛犬 〔秋田市土崎〕2012年3月23日指定
- 藤倉神社石製狛犬 〔秋田市山内字藤倉〕2012年3月23日指定
- 二の舞腫面 〔能代市清助町〕2016年3月25日指定 ※龍泉寺

### 工芸品
- 涅槃図〔秋田市寺内字神屋敷〕 1952年11月1日指定 ※西来院
- 陣幕〔仙北郡美郷町六郷字東高町〕 1952年11月1日指定
- 梵鐘〔秋田市旭北寺町〕 1952年11月1日指定 ※西善寺
- 銅鼓〔大仙市大曲上大町〕 1952年11月1日指定
- 太刀 銘正恒〔大仙市長野字二日町〕 1952年11月1日指定
- 太刀 銘吉岡一文字〔大仙市大曲上大町〕 1952年11月1日指定
- 短刀 銘信国〔大仙市大曲栄町〕 1952年11月1日指定
- 脇差 銘大慶直胤〔にかほ市平沢字中町〕 1952年11月1日指定
- 太刀 銘粟田口〔大仙市太田町三本扇字羽見内〕 1952年11月1日指定
- 刀 銘長曽弥興里入道虎徹寛文九年六月吉祥日〔仙北郡大川西根村〕 1952年11月1日指定
- 甲冑〔由利本荘市岩城亀田最上町字最上町〕 1953年10月5日指定 ※妙慶寺
- 黒塗角頭兜〔大仙市長野字二日町〕 1953年10月5日指定
- 紫色威横矧二枚胴具足 附六十二間筋兜〔大仙市長野字二日町〕 1953年10月5日指定
- 白岩焼〔仙北市角館町白岩字前郷〕 1953年10月5日指定
- 白岩焼角皿〔仙北市角館町表町下丁〕 1953年10月5日指定
- 太刀 銘守次〔横手市羽黒町〕 1955年1月24日指定
- 脇差 銘粟田口一竿子入道忠綱彫同作〔大館市字大館〕 1955年1月24日指定
- 蒔絵衣桁〔由利本荘市岩城亀田最上町字最上町〕 1955年1月24日指定 ※妙慶寺
- 上絵牡丹文秋田万古急須〔秋田市中通〕 1955年1月24日指定 ※秋田市立千秋美術館
- 黄瀬戸小皿（ビードロ手）〔男鹿市船越字船越〕 1955年1月24日指定
- 金工資料 図譜12冊 原型57個〔由利本荘市矢島町七日町字七日町〕 1955年1月24日指定
- 糸巻ノ太刀（鞘巻）外装〔由利本荘市矢島町城内字八森〕 1956年5月21日指定 ※矢島神社
- 瑞花文円鏡〔大仙市上鶯野字古館〕 1956年5月21日指定
- 竜文刻馬具〔大仙市長野字二日町〕 1956年5月21日指定
- 螺細鞍馬具〔大仙市長野字二日町〕 1956年5月21日指定
- 染付磁器荒川尻焼大皿〔仙北市角館町表町下丁〕 1956年5月21日指定
- 道三作上絵五彩水注〔秋田市旭北栄町〕 1956年5月21日指定
- 長康亭道三作染付壷〔秋田市楢山南中通町〕 1956年5月21日指定
- 緑園作秋田万古蓮急須〔秋田市中通2丁目〕 1956年5月21日指定 ※秋田市立千秋美術館
- 緑園作秋田万古緑釉蓮湯ざまし〔秋田市中通2丁目〕 1956年5月21日指定 ※秋田市立千秋美術館
- 水注（五城目瀬戸座製）〔南秋田郡五城目町字下町〕 1959年1月7日指定
- 鐔1枚 壇渓図〔秋田市金足鳰崎字後山〕 1963年2月5日指定 ※秋田県立博物館
- 刀 銘天野河内助藤原高真花押〔秋田市牛島東〕 1963年2月5日指定
- 刀 銘天野河内助藤原高真作〔仙北市角館町表町下丁〕 1963年2月5日指定 ※青柳家
- 刀 銘出羽秋田住正忠造〔横手市平和町〕 1963年2月5日指定
- 刀装1本 銘出羽秋田住正阿弥伝兵衛作〔湯沢市秋ノ宮字小沢〕 1963年2月5日指定
- 小柄1本 金銀地杢目鍛銘正阿弥伝兵衛〔大館市十二所字田町〕 1963年2月5日指定
- 鐔 1枚 竹林猛虎の図 銘秋田住重具〔大館市十二所字田町〕 1963年2月5日指定
- 刀 銘出羽住忠秀刻印〔秋田市金足鳰崎字後山〕 1963年2月5日指定 ※秋田県立博物館
- 赤銅金象眼鐔1枚 蕨透之図 銘出羽秋田住正阿弥重恒〔秋田市千秋公園〕 1964年4月16日指定 ※秋田市立佐竹史料館
- 鰐口〔山本郡藤里町太良〕 1964年11月17日指定 ※(立石林業 太良出張所)
- 太刀 無銘 伝一文字成宗〔大館市十二所字十二所町〕 1965年2月23日指定
- 刀 無銘 伝直江志津〔横手市平鹿町浅舞字浅舞〕 1965年2月23日指定
- 刀 無銘 伝長光〔秋田市牛島東〕 1966年3月22日指定
- 刀 無銘 伝志津〔秋田市土崎港南〕 1966年3月22日指定
- 刀 無銘 伝備前国重真〔湯沢市佐竹町〕 1966年3月22日指定 ※現在 「刀 無銘 伝備前国元重」と鑑定される。
- 古瀬戸鉢・青磁椀（明代） 鉢1点・椀3点〔仙北市角館町田町〕 1967年9月26日指定
- 鐔 1枚 銘出羽秋田住正阿弥伝兵衛〔秋田市南通築地〕 1968年3月19日指定
- 白磁瓶子（初期伊万里）〔大仙市大曲浜町〕 1968年12月28日指定
- 太刀 銘備州長船兼光〔秋田市将軍野南〕 1969年8月9日指定
- 短刀 銘天野藤原高真作 元治元年吉日〔秋田市金足鳰崎字後山〕 1969年8月9日指定 ※秋田県立博物館
- 黒塗金箔押机〔雄勝郡羽後町西馬音内字上川原〕 1969年8月9日指定 ※羽後町歴史民俗資料館(元稲田稲荷神社)
- 初期伊万里草花文花瓶〔秋田市旭北寺町〕 1971年1月9日指定 ※大悲寺
- 刀 銘大和大掾藤原正則〔大館市十二所字十二所町〕 1971年7月17日指定
- 青銅製明代門鑑〔にかほ市象潟町字二丁目塩越〕 1971年12月18日指定 ※浄専寺
- 刀 銘羽州矢嶌臣 藤原國重作之、慶応二年寅八月作〔にかほ市象潟町小砂川〕 1971年12月18日指定
- 刀 銘天野河内助藤原高真 慶応二丙寅八月吉日応三森光茂需作之〔秋田市外旭川〕 1973年6月16日指定
- 焼山焼スズおよび碗〔横手市増田町吉野字上吉野〕 1973年6月16日指定
- 馬具 一括〔秋田市河辺松渕字行人塚〕 1975年4月10日指定
- 扇面図脇差拵揃金具 一括〔由利本荘市砂糖畑〕 1976年12月14日指定
- 魚藻文沈金手箱〔秋田市金足鳰崎字後山〕 1978年2月14日指定 ※秋田県立博物館
- 刀 銘國重依願指料授 東海林直八 慶応元年五月日〔由利本荘市矢島町七日町字七日町〕 1991年3月19日指定
- 鐔（あやめ図透彫）銘出羽秋田住正阿弥二代作享保十八年三月日〔秋田市金足鳰崎字後山〕 1991年3月19日指定 ※秋田県立博物館
- 刀 銘羽州住兼廣作 安政四年二月吉日〔秋田市金足鳰崎字後山〕 1992年4月10日指定 ※秋田県立博物館
- 波宇志別神社神楽殿神輿〔横手市大森町八沢木字宮脇〕 1995年3月17日指定
- 秋田家資料（刀剣類ほか） 一括〔秋田市金足鳰崎字後山〕 1999年3月12日指定 ※秋田県立博物館

### 書跡・典籍
- 貞観の写経〔仙北郡美郷町六郷字東高方町〕 1953年3月10日指定 ※本覚寺
- 写経（大般若波羅蜜多経）478巻〔横手市金沢中野字安本館〕 1957年2月14日指定 ※後三年合戦金沢資料館（宗教法人金沢八幡宮）
- 菅江真澄著作 46点〔大館市字谷地町〕 1958年2月13日指定 ※大館市立中央図書館
- 平田篤胤竹画讃〔秋田市金足鳰崎字後山〕 1964年11月17日指定 ※秋田県立博物館
- 平田篤胤書簡〔秋田市金足鳰崎字後山〕 1964年11月17日指定 ※秋田県立博物館
- 平田篤胤和魂漢才〔秋田市金足鳰崎字後山〕 1964年11月17日指定 ※秋田県立博物館
- 歌切 伝近衛信尹筆〔能代市檜山〕 1970年4月2日指定
- 雪村友梅、梅花帖詩〔横手市蛇の崎町〕 1971年1月9日指定
- 即非の書〔秋田市旭北寺町〕 1971年7月17日指定 ※大悲寺
- 亀年禅師書字号〔秋田市旭北寺町〕 1971年7月17日指定 ※(大悲寺)
- 季吟・桂葉両吟百韻〔秋田市金足鳰崎字後山〕 1985年3月15日指定 ※秋田県立博物館
- 国典類抄 471冊〔秋田市山王新町〕 1995年3月17日指定 ※秋田県立公文書館
- 羽陽秋北水土録 11冊〔秋田市山王新町〕 2003年3月25日指定 ※秋田県立公文書館
- 桂葉・里鶯父子渟城家文芸資料 〔横手市立増田図書館蔵〕2008年指定
- 御曹子島渡〔秋田市山王新町〕 2011年3月22日指定 ※秋田県立図書館

### 古文書
- 法隆寺一切経〔由利本荘市赤田字上田表〕 1952年11月1日指定 ※長谷寺
- 出羽一国御絵図〔秋田市山王新町〕 1952年11月1日指定 ※秋田県立公文書館
- 鈴木重孝自筆本キヌブルイ 本文3冊 図巻2巻〔男鹿市船越〕 1954年3月7日指定
- 花葉集〔仙北市角館町表町〕 1956年5月21日指定
- 霧山天神連歌懐紙（御規式用具9点を含む） 72冊〔能代市檜山字霧山下〕 1966年3月22日指定 ※霧山天神宮
- 政景日記 24冊〔秋田市山王新町〕 1966年3月22日指定 ※秋田県立公文書館
- 佐竹北家日記 765冊〔秋田市山王新町〕 1967年9月26日指定 ※秋田県立公文書館
- 岩屋家文書 61通〔仙北郡美郷町野中字押切〕 1967年9月26日指定
- 連歌切紙本〔能代市檜山字霧山下〕 1968年12月28日指定
- 佐藤信淵文書 17点〔雄勝郡羽後町西馬音内字上川原〕 1971年1月9日指定 ※羽後町歴史民俗資料館(西馬音内報効義会)
- 佐藤信淵自筆本 3点〔雄勝郡羽後町西馬音内字上川原〕 1971年1月9日指定 ※羽後町歴史民俗資料館(郡山信淵文庫)
- 佐竹南家日記 271冊〔湯沢市字内館町〕 1985年3月15日指定 ※湯沢市立湯沢図書館
- 日本六十余州国々切絵図 69枚〔秋田市山王新町〕 2007年3月20日指定 ※秋田県立公文書館
- 秋田藩家蔵文書 〔秋田市山王新町〕 2013年3月22日指定 ※秋田県立公文書館
- 根本通明文庫〔秋田市山王新町〕 2014年3月25日指定 ※秋田県立図書館

### 考古資料
- 須恵式陶壺〔秋田市中通〕 1952年11月1日指定 ※秋田市立千秋美術館
- 古鏡蓋付陶製経壺〔横手市金沢中野字安本館〕 1952年11月1日指定 ※後三年の役金沢資料館（宗教法人金沢八幡宮）
- 骨壺〔横手市金沢中野字安本館〕 1952年11月1日指定 ※後三年の役金沢資料館（宗教法人金沢八幡宮）
- 銅製経筒〔横手市金沢中野字安本館〕 1952年11月1日指定 ※後三年の役金沢資料館（宗教法人金沢八幡宮）
- 経甕〔横手市大森町八沢木〕 1953年3月10日指定
- 魚形文刻石〔由利本荘市矢島町七日市字羽坂〕 1954年3月7日指定 ※矢島郷土文化保存伝習施設館
- 魚形文刻石〔北秋田市阿仁根子字館下段〕 1955年1月24日指定 ※旧根子小学校
- 子持勾玉〔由利本荘市西目町沼田字新道下〕 1956年5月21日指定
- 陶製水瓶〔能代市二ツ井町字上台〕 1956年5月21日指定
- 魚形文刻石〔湯沢市上院内字小沢〕 1956年5月21日指定
- 板碑〔雄勝郡羽後町西馬音内堀回字滝ノ沢山2〕 1957年2月14日指定 ※御嶽神社
- 板碑〔雄勝郡羽後町西馬音内字宮廻62〕 1958年2月13日指定
- 藤木出土品 一括〔大仙市藤木扇合〕 1959年1月7日指定
- 玉類〔横手市雄物川町沼館字高畑〕 1960年3月1日指定 ※雄物川郷土資料館
- 土偶〔大仙市大曲中通町〕 1960年3月1日指定
- 板碑〔横手市増田町増田字土肥館〕 1962年2月5日指定
- 灰釉牡丹文瓶子〔大仙市花館字柳町〕 1963年2月5日指定
- 古鏡〔雄勝郡羽後町田沢字山花〕 1966年3月22日指定
- 蛤刃形磨製石斧〔鹿角郡小坂町小坂字中前田〕 1968年12月28日指定 ※小坂町立総合博物館郷土館
- 金剛童子線刻像〔雄勝郡羽後町西馬音内堀回字道目木山〕 1969年8月9日指定 ※西蔵寺
- 土師骨蔵器〔雄勝郡羽後町西馬音内字上川原〕 1969年8月9日指定 ※羽後町歴史民俗資料館
- 麻生遺跡出土品 一括〔能代市二ツ井町荷ニ上場字鍋良子出口〕 1971年12月18日指定
- 経甕（片口ふたつき）〔能代市二ツ井町荷上場字柳生〕 1971年12月18日指定
- 胡桃館遺跡出土品 5点〔北秋田市綴子字胡桃館〕 1980年12月11日指定 ※胡桃館埋没建物収蔵庫
- 勾玉及び玉類（枯草坂古墳出土） 52点〔秋田市金足鳰崎字後山〕 1982年1月12日指定 ※秋田県立博物館
- 鉢形土器（沢田遺跡出土）〔秋田市金足鳰崎字後山〕 1982年1月12日指定 ※秋田県立博物館
- 穀丁遺跡出土品（青磁椀他） 一括〔秋田市金足鳰崎字後山〕 1983年2月12日指定 ※秋田県立博物館
- 米ケ森遺跡出土品 一括〔大仙市協和境字野田〕 1985年3月15日指定
- 古鏡（武藤一郎コレクション） 33面〔秋田市豊岩豊巻字杉の下〕 1985年3月15日指定
- 小谷地遺跡出土品 一括〔男鹿市船川港船川字泉台〕 1986年3月25日指定
- 秋田城跡SE406井戸跡出土品 一括〔秋田市寺内焼山〕 1988年3月15日指定 ※史跡秋田城跡出土品収蔵庫
- 中山遺跡出土漆工及び漆工関係出土品 一括〔南秋田郡五城目町上樋口字山田沢〕 1992年4月10日指定 ※文化の館
- 鋒形石器（上ノ山Ⅰ遺跡出土）〔大館市釈迦内字獅子ヶ森1〕 1993年4月9日指定 ※大館郷土博物館
- 柏子所貝塚出土骨角製品及び貝製品 一括〔能代市二ツ井町字上台〕 1998年3月20日指定
- 白坂遺跡出土品 318点〔北秋田市桂瀬字下柏木岱〕 2001年3月16日指定 ※森吉中学校
- 田久保下遺跡土坑墓出土品 68点〔大仙市払田字牛嶋〕 2002年3月19日指定 ※秋田県埋蔵文化財センター
- 寒川Ⅱ遺跡土坑墓出土品 107点〔大仙市払田字牛嶋〕 2003年3月25日指定 ※秋田県埋蔵文化財センター
- 地蔵田遺跡出土品 223点〔秋田市四ツ小屋小阿地字坂ノ下〕 2004年3月19日指定 ※四ツ小屋遺物収蔵庫
- 魚形文刻石 1点〔由利本荘市矢島町七日町字羽坂〕 2004年3月19日指定 ※矢島郷土文化保存伝習施設館
- 戸平川遺跡出土品 5,144点〔大仙市払田字牛嶋〕 2005年3月22日指定 ※秋田県埋蔵文化財センター
- 洲崎遺跡出土人魚木簡〔秋田市金足鳰崎字後山〕 2006年3月20日指定 ※秋田県立博物館
- 大湯環状列石出土品 325点〔鹿角市十和田字万座〕 2010年3月12日指定 ※大湯ストーンサークル館
- 秋田城跡出土和同開珎銀銭 1枚〔秋田寺内焼山〕 2010年3月12日指定 ※秋田城跡調査事務所
- 黒倉Ⅰ遺跡出土土偶〔仙北市田沢湖田沢字春山〕 2011年3月22日指定 ※仙北市田沢湖郷土資料館
- 中杉沢A遺跡出土土偶〔秋田市金足鳰崎字後山〕 2011年3月22日指定 ※秋田県立博物館
- 坂上F遺跡出土土偶〔秋田市金足鳰崎字後山〕 2011年3月22日指定 ※秋田県立博物館
- 東福寺村上出土土偶〔湯沢市駒形町字東福寺村上〕 2011年3月22日指定
- 伊勢堂岱遺跡出土土偶〔北秋田市材木町3〕 2011年3月22日指定 ※北秋田市文化会館
- 塚ノ下遺跡出土土偶〔大館市釈迦内字獅子ヶ森〕 2011年3月22日指定 ※大館郷土博物館
- 虫内Ⅰ遺跡出土土偶〔秋田市金足鳰崎字後山〕 2011年3月22日指定 ※秋田県立博物館
- 高森岱遺跡出土土偶〔北秋田市綴子胡桃館〕 2011年3月22日指定
- 星宮遺跡出土土偶〔大仙市高梨字田茂木〕 2011年3月22日指定
- 鐙田遺跡出土土偶〔秋田市金足鳰崎字後山〕 2011年3月22日指定 ※秋田県立博物館
- 戸平川遺跡出土土面 〔秋田市添川字戸平川〕 2012年3月23日指定 ※秋田県立博物館
- 伊勢堂岱遺跡出土品 〔北秋田市〕2013年3月22日指定 ※秋田市文化会館他
- 湯ノ沢Ｆ遺跡出土品 〔秋田市四ツ小屋小阿地〕2016年3月25日指定 ※四ツ小屋遺物収蔵庫

### 歴史資料
- 佐竹侯累代の肖像 12幅〔秋田市泉三嶽根〕 1953年3月10日指定 ※天徳寺
- 秋田街道絵巻 3巻〔秋田市中通〕 1986年3月25日指定 ※秋田市立千秋美術館
- 由利郡最上検地帳 3冊〔にかほ市象潟町大砂川字菅〕 1986年7月4日指定
- 田沢湯元道中画報〔大仙市長野字二日町〕 1987年7月14日指定
- 由利南部海岸図〔にかほ市大竹字下後〕 1987年7月14日指定 ※大竹部落
- 秋田領給人町絵図 7鋪〔秋田市山王新町〕 1988年3月15日指定 ※秋田県立図書館
- 久保田城下絵図 1鋪2幅〔秋田市山王新町・金足鳰崎字後山〕 1989年3月17日指定 ※秋田県立図書館・県立博物館
- 紙本金地着色男鹿図屏風 6曲1双〔秋田市金足鳰崎字後山〕 1991年3月19日指定 ※秋田県立博物館
- 久保田城下絵図 1鋪2幅〔秋田市山王新町〕 1991年3月19日指定 ※秋田県立図書館
- 小坂鉱山資料 2059点〔鹿角郡小坂町小坂字中前田〕 1997年3月14日指定 ※小坂町立総合博物館郷土館
- 旧止滝発電所一号発電機械 1式〔鹿角郡小坂町小坂字中前田〕 1999年3月12日指定 ※小坂町立総合博物館郷土館
- 旧小坂鉄道貴賓客車1両及び11号機関車1両〔鹿角郡小坂町小坂字中前田〕 1999年3月12日指定 ※小坂町立総合博物館郷土館
- 検地図絵及び下絵 2巻〔秋田市金足鳰崎字後山〕 2004年3月19日指定 ※秋田県立博物館
- 桂葉・里鶯父子渟城家文芸資料 9点〔能代市柳町〕 2008年8月19日指定
- 本堂城廻村絵図 2幅〔美郷町千屋字中小森〕 2009年3月13日指定 ※美郷町坂本東嶽邸
- 秋田県行政文書 20,748点〔秋田市山王新町〕 2010年3月12日指定 ※秋田県公文書館

## 民俗文化財

### 有形民俗文化財
- 検地竿〔秋田市鳰崎字後山〕 1954年3月7日指定 ※秋田県立博物館
- 古樺細工 12点〔仙北市角館町表町下丁〕 1954年3月7日指定 ※仙北市立角館樺細工伝承館ならびにふるさとセンター
- 阿仁マタギ用具 126点〔北秋田市阿仁打当字仙北渡道上〕 1959年1月7日指定 2012年3月23日追加 ※阿仁マタギ資料館ほか
- 尾去沢鉱山資料(鉱山用具77点〔鹿角市尾去沢字獅子沢〕 1966年3月22日指定 ※鹿角市鉱山歴史館
- 八郎潟出土くり船〔潟上市昭和大久保字元木山根〕 1980年12月11日指定 ※重要民俗資料八郎潟魚撈用具収蔵庫
- 材木ゾリ〔仙北郡美郷町土崎字上野乙〕 1987年3月17日指定 ※千畑郷土資料館
- 真山の万体仏〔男鹿市北浦真山字白根坂台〕 1987年7月14日指定
- 旧山田八幡神社獅子頭1頭及び鉾1振〔湯沢市山田字上ノ宿〕 1991年3月19日指定
- 七高神社獅子頭〔にかほ市院内字城前〕 1991年3月19日指定 ※七高神社
- 旧若宮八幡神社獅子頭〔由利本荘市矢島町元町字新所〕 1991年3月19日指定
- 御嶽神社獅子頭〔雄勝郡羽後町西馬音内字上川原〕 1991年3月19日指定 ※羽後町歴史民俗資料館
- 県内木造船資料 13点〔秋田市金足鳰崎字後山〕 1992年4月10日指定 ※秋田県立博物館
- 秋田杣子造材之画〔秋田市金足鳰崎字後山〕 1993年4月9日指定 ※秋田県立博物館

### 無形民俗文化財
- 檜山舞〈檜山舞保存会〉〔能代市母体字上母体〕 1964年11月17日指定
- 仁井田番楽〈仁井田番楽保存会〉〔横手市十文字町仁井田〕 1964年11月17日指定
- 仙道番楽〈仙道番楽保存会〉〔雄勝郡羽後町上仙道字新処〕 1964年11月17日指定
- 鳥海山日立舞〈横岡番楽保存会〉〔にかほ市象潟町横岡〕 1964年11月17日指定
- 冬師番楽〈冬師番楽保存会〉〔にかほ市冬師〕 1964年11月17日指定
- 藤琴（志茂若 上若）豊作踊〈志茂若郷土芸術会・上若郷土芸能保存会 〉〔山本郡藤里町藤琴字藤琴〕 1964年11月17日指定
- 阿仁前田獅子踊〈阿仁前田獅子踊保存会〉〔北秋田市阿仁前田〕 1964年11月17日指定
- 常州下御供佐々楽〈道地佐々楽保存会〉〔能代市扇田字道地〕 1964年11月17日指定
- 国見ささら〈国見ささら保存会〉〔大仙市太田町国見字桜後〕 1964年11月17日指定
- 東長野ささら・長野ささら〈東長野・長野ささら保存会〉〔大仙市豊川東長野・長野〕 1964年11月17日指定
- 白岩ささら〈白岩若者会〉〔仙北市角館町白岩字前郷〕 1964年11月17日指定
- 戸沢ささら〈戸沢ささら芸能保存振興会 〉〔仙北市西木町上檜木内字戸沢〕 1964年11月17日指定
- 大森親山獅子大権現舞〈大森親山獅子大権現舞保存会 〉〔鹿角市尾去沢字東在家〕 1964年11月17日指定
- 切石ささら踊〈切石郷土芸術振興会〉〔能代市二ツ井町切石字山根〕 1965年2月23日指定
- 八沢木獅子舞〈八沢木獅子舞保存会〉〔横手市大森町八沢木〕 1965年2月23日指定
- 坂ノ下番楽〈坂ノ下番楽保存会〉〔由利本荘市矢島町坂ノ下字大石原〕 1970年4月2日指定
- 屋敷番楽〈屋敷番楽保存会〉〔由利本荘市西沢字下屋敷〕 1971年12月18日指定
- 下川原ささら〈下川原ささら保存会〉〔仙北市角館町岩瀬字下川原〕 1971年12月18日指定
- 伊勢居地番楽〈伊勢居地番楽保存会〉〔にかほ市伊勢居地〕 1973年6月16日指定
- 釜ケ台番楽〈釜ヶ台番楽保存会〉〔にかほ市釜ケ台〕 1973年6月16日指定
- 願人踊〈一日市郷土芸術研究会〉〔南秋田郡八郎潟町一日市〕 1973年12月11日指定
- 猿倉人形芝居〈木内勇吉一座〉〔由利本荘市石脇字田尻〕 1974年10月12日指定
- 猿倉人形芝居〈吉田千代勝一座〉〔北秋田市増沢〕 1974年10月12日指定
- 猿倉人形芝居〈鈴木榮太郎一座〉〔雄勝郡羽後町野中〕 1974年10月12日指定
- 秋田万歳〔秋田市飯島西袋〕 1974年10月12日指定
- 大湯大太鼓〈大湯大太鼓保存会〉〔鹿角市十和田大湯〕 1974年10月12日指定
- 花輪ばやし〈花輪ばやし若者頭協議会〉〔鹿角市花輪〕 1978年2月14日指定
- 羽立大神楽〈羽立大神楽保存会〉〔能代市二ツ井町飛根字羽立〕 1983年2月12日指定
- 仁鮒ささら踊〈仁鮒郷土芸術保存会〉〔能代市二ツ井町仁鮒〕 1983年2月12日指定
- 富根報徳番楽〈報徳番楽保存会〉〔能代市二ツ井町飛根字富根〕 1983年2月12日指定
- 志戸橋番楽〈志戸橋番楽保存会〉〔山本郡三種町志戸橋〕 1985年3月15日指定
- 花輪の町踊り〈花輪町踊り保存会〉〔鹿角市花輪〕 1988年3月15日指定
- 荒処の沼入り梵天行事〈荒処沼入り梵天保存会〉〔横手市平鹿町醍醐字荒処〕 1988年8月19日指定
- 鳥海山小滝番楽〈小滝舞楽保存会 〉〔にかほ市象潟町小滝〕 1989年3月17日指定
- 中里のカンデッコあげ行事〈中里カンデッコあげ保存会〉〔仙北市西木町桧木内字中島〕 1991年3月19日指定
- 金沢八幡宮掛け歌行事〈金沢八幡宮伝統掛唄保存会〉〔横手市金沢中野字安本館〕 1992年4月10日指定
- 駒形のネブ流し行事〈駒形町内会〉〔能代市二ツ井町駒形〕 1993年4月9日指定
- 松館天満宮三台山獅子大権現舞〈松館天満宮舞楽保存会〉〔鹿角市八幡平字天神館〕 1993年6月18日指定
- 福米沢送り盆行事〈福米沢送り盆保存会〉〔男鹿市福米沢〕 1996年3月12日指定
- 赤田大仏祭り〈赤田町内会〉〔由利本荘市赤田地内〕 1997年3月14日指定
- 横手の送り盆行事〈横手送り盆まつり委員会〉〔横手市各町内〕 1998年3月20日指定
- 日役町獅子踊〈日役町獅子踊保存会〉〔由利本荘市日役町〕 2000年3月17日指定
- 木境大物忌神社の虫除け祭り〈木境大物忌神社講中〉〔由利本荘市矢島町城内字木境〕 2001年3月16日指定
- 一日市盆踊〈一日市郷土芸術研究会〉〔南秋田郡八郎潟町字一日市〕 2006年3月20日指定
- 太平と角館のイタヤ細工製作技術〈太平箕工藝組合〉〔秋田市太平黒沢・仙北市角館町雲然〕 2008年3月21日指定
- 七高神社の正月年占行事〈七高神社代表役員〉〔にかほ市院内〕 2009年3月13日指定
- 大曲の綱引き〈大曲綱引委員会〉〔大仙市大曲上大町〕 2011年3月22日指定
- 赤石のアマハゲ〈赤石自治会〉〔にかほ市金浦赤石〕2018年3月16日指定

## 記念物

### 史跡
- 如斯亭〔秋田市旭川南町〕 1952年11月1日指定
- 矢石館遺跡〔大館市早口字矢石館〕 1953年3月10日指定
- 上代窯跡〔秋田市上新城五十丁字小林下新城岩城字末沢〕 1953年10月5日指定
- 白岩焼窯跡〔仙北市角館町白岩字寺後〕 1953年10月5日指定
- 十三本塚〔雄勝郡羽後町貝沢字十三本塚〕 1953年10月5日指定
- 万固山天徳寺〔秋田市泉三嶽根〕 1955年1月24日指定 ※天徳寺
- 柏子所貝塚〔能代市字柏子所〕 1955年1月24日指定
- 三崎山旧街道〔にかほ市象潟町小砂川字三崎山〕 1958年2月13日指定
- 飯詰竪穴群〔仙北郡美郷町飯詰字東山本〕 1959年1月7日指定
- 四十二館跡〔大仙市藤木字乙糠塚〕 1959年1月7日指定
- 矢立廃寺跡〔大館市白沢字松原〕 1959年1月7日指定
- 磨崖〔湯沢市横堀字板橋〕 1959年1月7日指定 ※熊野神社
- 一里塚〔大仙市北楢岡字長丁場〕 1959年1月7日指定
- 内館文庫跡（建物・蔵書及び塾用器物を含む）〔北秋田市綴子字西館〕 1960年3月1日指定
- 心像市道の窯跡〔大仙市土川字天上沢〕 1962年2月15日指定
- 一里塚〔湯沢市愛宕町〕 1963年2月5日指定
- 岩野山古墳群〔南秋田郡五城目町上樋口字樽沢〕 1963年2月5日指定
- 雀館古代井戸〔南秋田郡五城目町上樋口字堂社〕 1963年2月5日指定
- 石川理紀之助遺跡〔潟上市昭和豊川山田字家の上〕 1964年4月16日指定 ※石川翁遺跡保存会
- 檜山追分旧羽州街道松並木〔能代市檜山字上館〕 1973年7月12日指定
- 旧青柳家武家屋敷〔仙北市角館町表町下丁〕 1973年7月12日指定
- 旧院内銀山跡〔湯沢市院内銀山町字下夕町〕 1973年12月11日指定
- 岩橋家武家屋敷〔仙北市角館町東勝楽丁〕 1973年12月11日指定
- 萱刈沢貝塚遺跡〔山本郡三種町鵜川字萱刈沢〕 1973年12月11日指定
- 本堂城跡〔仙北郡美郷町本堂城回字館間〕 1973年12月11日指定
- 一丈木遺跡〔仙北郡美郷町浪花字一丈木〕 1976年12月14日指定
- 湯出野遺跡〔由利本荘市東由利老方字山谷〕 1978年2月14日指定
- 吉田城跡〔横手市平鹿町上吉田間内字吉田〕 1980年12月11日指定
- 天照皇御祖神社境内の磨崖仏及び板碑〔鹿角市八幡平字谷内〕 1985年3月15日指定 ※天照皇御祖神社
- 亀田藩主岩城家墓所〔由利本荘市岩城赤平字向山〕 1985年3月15日指定 ※龍門寺
- 山根館跡〔にかほ市小国字古館〕 1986年3月25日指定
- 戸沢氏城館跡(門屋城跡・古堀田城跡)〔仙北市西木町小山田字沢口〕 1987年3月17日指定
- 大堤一里塚〔北秋田市綴子字金十郎岱〕 1987年3月17日指定
- 鴨巣一里塚〔能代市字上の山〕 1987年3月17日指定
- 西馬音内城跡〔雄勝郡羽後町西馬音内堀回字浦田山〕 1988年3月15日指定
- 豊島館跡〔秋田市河辺戸島字戸島館〕 1999年3月12日指定
- 大畑古窯跡〔大仙市南外字大畑〕 2000年3月17日指定
- 横山遺跡〔由利本荘市福山字横山〕 2003年3月25日指定
- 安藤昌益墓 〔市二井田字贄ノ里〕 2012年3月23日指定 ※温泉寺
- 菅江真澄墓 〔秋田市寺内〕2014年3月25日指定

### 名勝
- 鳥潟会館（旧鳥潟家住宅）庭園〔大館市花岡町字根井下〕 2011年3月22日指定

### 名勝及び天然記念物
- 法体の滝および甌穴〔由利本荘市鳥海町百宅字奥山手代沢外〕 1960年12月17日指定
- 小又峡〔北秋田市森吉字大印沢外〕 1964年4月16日指定

### 天然記念物
- しだれ桜〔大仙市協和船岡字上宇津野〕 1953年10月5日指定
- 榧〔男鹿市北浦真山字水喰沢〕 1954年3月7日指定 ※真山神社
- いちょう 3本〔能代市二ツ井町仁鮒字坊中〕 1955年1月24日指定 ※銀杏山神社
- 杉〔鹿角市十和田大湯字大湯〕 1955年1月24日指定 ※大円寺
- 枝垂桜〔大仙市強首大巻字宅地〕 1955年1月24日指定
- 欅〔山本郡藤里町大沢字向山下〕 1955年1月24日指定 ※月宗寺
- いちょう〔山本郡藤里町藤琴字田中〕 1955年1月24日指定
- 白椿〔にかほ市前川字久根添〕 1957年2月14日指定
- タブの群落〔にかほ市象潟町川袋字川崎〕 1958年2月13日指定
- 葛岡のカスミザクラ〔由利本荘市葛岡字落合〕 1959年1月7日指定
- 金八鶏〔秋田県（地域を定めず。主なる棲息地大館市附近。）〕 1959年1月7日指定
- イチイ〔由利本荘市鳥海町中直根字前の沢〕 1960年3月1日指定
- スズムシ群棲地〔南秋田郡五城目町小池字岡本森山周辺〕 1960年3月1日指定 ※陽広寺ほか
- 千本カツラ〔由利本荘市鳥海町栗沢字内通〕 1960年12月17日指定
- ユキツバキ自生北限地帯〔仙北市田沢湖岡崎外〕 1963年2月5日指定
- アオサギ繁殖地〔男鹿市瀧川字男鹿山国有林〕 1967年9月26日指定
- 浅舞のケヤキ〔横手市平鹿町浅舞字浅舞〕 1968年3月19日指定 ※社会福祉法人浅舞感恩講
- 堀切のイチョウ〔由利本荘市中俣字小金沢〕 1968年3月19日指定
- 木地山のコケ沼湿原植物群落〔湯沢市皆瀬字松森〕 1968年10月15日指定
- 水沢のアキタスギ天然林〔能代市二ツ井町仁鮒小掛外〕 1971年4月20日指定
- 金浦のタブ林〔にかほ市字上林〕 1972年6月10日指定
- 鬢垂のシダレグリ〔大仙市協和船岡字庄内鬢垂〕 1973年6月16日指定
- 鳥海ムラスギ原生林〔由利本荘市矢島町城内字木境鳥海〕 1973年12月11日指定
- 唐松神社のスギ並木〔大仙市協和境字下台〕 1973年12月11日指定 ※唐松神社
- 前川のタブノキ〔にかほ市前川〕 1974年10月12日指定
- 金浦のマルバグミ〔にかほ市金浦字南金浦〕 1974年10月12日指定
- 善明庵のマツ〔横手市下八丁字北松林〕 1976年2月14日指定 ※善明庵（光明寺）
- 大須郷のウミウ繁殖地〔にかほ市象潟町大須郷字大道下〕 1978年7月25日指定
- 岩館のイチョウ〔由利本荘市東由利蔵字岩館〕 1982年1月12日指定
- 母体のモミ林〔能代市母体字湯の沢〕 1982年1月12日指定
- 真山寺の乳イチョウ〔仙北市西木町小山田字石川原〕 1984年3月10日指定 ※華光院真山寺
- 法内の八本スギ〔由利本荘市東由利法内字臼ヶ沢外〕 1984年3月10日指定
- 金峰神社のスギ並木〔仙北市田沢湖梅沢字東田〕 1984年3月10日指定
- 女潟湿原植物群落〔秋田市金足小泉字女潟〕 1987年3月17日指定
- 梅内のイチイ〔能代市二ツ井町梅内字筒ヶ沢〕 1987年3月17日指定 ※梅内神社
- 筏の大スギ〔横手市山内筏字植田表〕 1988年3月15日指定 ※筏隊山神社
- 男鹿のコウモリ生息地（蝙蝠窟・孔雀窟）〔男鹿市船川港小浜字芦ノ倉〕 1991年3月19日指定
- 玉川のヒメカイウ群生地〔仙北市田沢湖玉川字湯渕沢〕 1991年3月19日指定
- トミヨ及びイバラトミヨ生息地〔横手市平鹿町浅舞字浅舞〕 1998年3月20日指定
- 男鹿目潟火山群三ノ目潟〔男鹿市戸賀塩浜字釜坂木揚場〕 2010年3月12日指定
- 八森椿海岸柱状節理群 〔山本郡八峰町八森字椿〕2015年3月20日指定
- 川原毛の酸性変質帯 〔湯沢市高松字高松沢〕2016年8月30日指定

## 記録選択

### 無形の民俗文化財
- 田代岳の岳参り作占行事〈田代山神社〉〔大館市早口字田代山〕 1992年4月10日選択
- 能代のねぶ流し行事〔能代市市内〕 1996年3月12日選択
- 三助稲荷神社の梵天行事〈三助稲荷梵天行事保存会 〉〔横手市大森町袴形〕 1999年8月5日選択
- 東由利のしめ張〔由利本荘市東由利〕 2011年3月22日選択
- 湯沢市岩崎の鹿嶋まつり〔湯沢市岩崎〕 2011年3月22日選択